# کارلو، استرالیای غربی
کارلو (به انگلیسی: Karloo) یک حومه شهر در استرالیا است که در استرالیای غربی واقع شده‌است.